# Детчинский район
Детчинский район — административно-территориальная единица в составе Московской, Тульской и Калужской областей РСФСР, существовавшая в 1929—1959 годах. Административный центр — Детчино.
Детчинский район был образован 12 июля 1929 года в составе Калужского округа Московской области. В состав района вошли следующие сельсоветы бывшей Калужской губернии:
- из Малоярославецкого уезда
  - из Детчинской волости: Алешковский, Бабичевский, Барановский, Букринский, Бутырский, Быковский, Детчинский, Дольский, Лисеновский, Макаровский, Машкинский, Михеевский, Пневский, Рябцевский, Смахтинский, Соболевский, Якушевский
- из Калужского уезда:
  - из Бебелевской волости: Азаровский, Алексеевский, Бабаевский, Верховский, Галухинский, Гурьевский, Дубровский, Марьинский, Погибельский, Усадский
  - из Пятовской волости: Слядневский, Торбеевский.

20 мая 1930 года Усадский с/с был передан в Калужский район, а Соболевский с/с — в Ферзиковский район.
После ликвидации округов в июле 1930 года район перешёл в прямое подчинение Московской области.
20 марта 1931 года из упразднённого Ферзиковского района в Детчинский были переданы Кулочковский и Сугоновский с/с. 2 ноября в Детичнский район был передан Соболевский с/с Алексинского района.
26 сентября 1937 года Детчинский район был передан в Тульскую область.
5 июля 1944 года Детчинский район был отнесён к Калужской области.
21 июля 1959 года Детчинский район был упразднён, а его территория передана в Малоярославецкий район.